# Bolma kreipli
Bolma kreipli is een slakkensoort uit de familie van de Turbinidae. De wetenschappelijke naam van de soort is voor het eerst geldig gepubliceerd in 2010 door Alf, Maestrati & Bouchet.